# Simira viridiflora
Simira viridiflora là một loài thực vật có hoa trong họ Thiến thảo. Loài này được (Allemão & Saldanha) Steyerm. miêu tả khoa học đầu tiên năm 1972.